# Herr Peabody & Sherman
Herr Peabody & Sherman (originaltitel Mr. Peabody & Sherman) är en amerikansk animerad långfilm från 2014 i regi av Rob Minkoff.

## Handling
Herr Peabody är en hund som dessutom är affärsman, upptäcktsresande, vetenskapsman, nobelpristagare, gourmet, tvåfaldig olympisk mästare och geni. Med hjälp av en tidsmaskin reser han tillsammans med sin adoptivson Sherman fram och tillbaka i tid och rum och får då träffa några av historiens största kändisar.

## Röster
- Ty Burrell – Herr Peabody
- Max Charles – Sherman
- Ariel Winter – Penny Peterson
- Stephen Colbert – Paul Peterson
- Leslie Mann – Patty Peterson
- Allison Janney – Mrs. Grunion
- Stephen Tobolowsky – rektor Purdy
- Stanley Tucci – Leonardo da Vinci
- Patrick Warburton – Kung Agamemnon
- Zach Callison – Tutankhamon
- Dennis Haysbert – Judge
- Leila Birch – WABAC

Filmen innehåller även ett flertal historiska personer i mindre roller t.ex. Albert Einstein (Mel Brooks), Mona Lisa (Lake Bell), Marie-Antoinette (Lauri Fraser), Maximilien de Robespierre (Guillaume Aretos), George Washington, Abraham Lincoln, Bill Clinton, Isaac Newton (som alla görs av Jess Harnell), Odysseus (Tom McGrath), Ajax den mindre (Al Rodrigo) och Benjamin Franklin, Mahatma Gandhi,  bröderna Wright, Jackie Robinson och Spartacus.

## Svenska röster
- Kristian Luuk - Herr Peabody
- William Hagman - Sherman
- Malva Goldman - Penny Peterson
- Hanna Hedlund - Patty Peterson
- Magnus Mark - Paul Peterson
- Charlott Strandberg - Fröken Grunion
- Fredrik Hiller - Agamemnon
- Bengt Järnblad - Leonardo Da Vinci
- Steve Kratz - Ay
- Kristian Ståhlgren - Robespierre
- Jessica Heribertsson - Marie Antoinette
- Edvin Ryding - Tutankhamon, Mason
- Fabian Lundström - Carl
- Sten Johan Hedman - Rektor Purdy, Albert Einstein
- Alexandra Rapaport - Mona Lisa, Waybak
- Christian Fex - Domare
- Anders Öjebo - Odysseus
- Sofia Bach - Lärarinna